# Xot de Socotra
El xot de Socotra (Otus socotranus) és una espècie d'ocell de la família dels estrígids (Strigidae). Habita zones de matoll de l'illa de Socotra. El seu estat de conservació es considera de risc mínim.